# Encyklopedia Filozoficzna
Encyklopedia Filozoficzna (ros. Филосо́фская энциклопе́дия) – radziecka encyklopedia specjalistyczna wydana pod redakcją Fiodora Konstantinowa w pięciu tomach w latach 1960–1970 w Moskwie przez wydawnictwo Bolszaja rossijskaja encykłopiedija. Zastępcą redaktora naczelnego był Aleksandr Spirkin. Do zespołu redakcyjnego także należeli: Walentin Asmus, Bernard Bychowski (tt. 2–5), Michaił Iowczuk (tt. 2–3), Iwan Kuzniecow (tt. 2–5), Mark Mitin (tt. 4–5), Piotr Fiedosiejew i in. Wśród autorów byli m.in. Siergiej Awierincew, Aleksiej Łosiew, Aleksandr Zinowjew, Piama Gajdenko.